# Tabanus dissimilis
Tabanus dissimilis är en tvåvingeart som beskrevs av Ricardo 1911. Tabanus dissimilis ingår i släktet Tabanus och familjen bromsar. Inga underarter finns listade i Catalogue of Life.